# Jacky Debougnoux
Jacques Jacky Debougnoux, né le 11 octobre 1954 à Liège, est un joueur de football belge actif durant les années 1970 et 1980.

## Carrière
Il commence sa carrière à Liège en 1971, à seulement 17 ans. Il réalise de bonnes prestations avec son club, et s'impose comme un joueur de base du milieu de terrain de liégeois. Il est repris à plusieurs reprises en équipe nationale des moins de 19 ans et en espoirs mais ne sera jamais appelé avec les « Diables Rouges ». En 1979, il est transféré par le FC Bruges, le club qui règne sur le football belge pendant les années 1970, avec 4 titres et 3 Coupes remportés.
Dans la Venise du Nord, Debougnoux devient champion de Belgique en 1980, puis connaît les saisons les plus délicates du club depuis 20 ans, frôlant même la relégation. Il participe à la finale de la Coupe de Belgique 1983, perdue face à Beveren. En 1984, il rejoint les rangs d'Alost, en Division 2, où il met un terme à sa carrière en 1986.
Il est nommé entraîneur du RFC Herve en 1988, avec pour mission de ramener le club en Promotion. Il y reste quatre saisons, sans atteindre cet objectif, puis redevient joueur une saison en 1992-1993 au FC Mouland, un club jouant dans les séries provinciales.

### Statistiques saison par saison
|           |           |       | Championnat | Championnat | Coupe   | Coupe | Europe  | Europe |
| Saison    | Club      | Pays  | Matches     | Buts        | Matches | Buts  | Matches | Buts   |
| --------- | --------- | ----- | ----------- | ----------- | ------- | ----- | ------- | ------ |
| 1979-1980 | FC Bruges |       | 18          | 2           | 1       | 1     | 0       | 0      |
| 1980-1981 | FC Bruges |       | 16          | 1           | 1       | 0     | 1       | 0      |
| 1981-1982 | FC Bruges |       | 24          | 1           | 2       | 0     | 1       | 0      |
| 1982-1983 | FC Bruges |       | 13          | 0           | 4       | 0     | 0       | 0      |
| 1983-1984 | FC Bruges |       | 0           | 0           | 0       | 0     | 0       | 0      |
| Total     | Total     | Total | 71          | 4           | 8       | 1     | 2       | 0      |

### Palmarès
- Finaliste de la Coupe de la Ligue Pro en 1973 avec le RFC Liège.
- Une fois champion de Belgique en 1980 avec le FC Bruges.
- Finaliste de la Coupe de Belgique en 1983 avec le FC Bruges.